# Leptonema insulanum
Leptonema insulanum är en nattsländeart som beskrevs av Banks 1924. Leptonema insulanum ingår i släktet Leptonema och familjen ryssjenattsländor. Inga underarter finns listade i Catalogue of Life.